# Serwisy systemu ASG-EUPOS
Serwisy systemu ASG-EUPOS – usługi systemu sieci stacji referencyjnych ASG-EUPOS w Polsce, zarządzanego i nadzorowanego przez Głównego Geodetę Kraju, na których wykonywane są ciągłe obserwacje satelitów systemów GNSS, oraz której punkty odniesienia stanowią podstawową poziomą i szczegółową wysokościową osnowę geodezyjną. 
Integralną część systemu ASG-EUPOS stanowi sprzęt i oprogramowanie umożliwiające obliczanie i udostępnianie, poprzez serwisy systemu, informacji stanowiących podstawę prawidłowego wykonania geodezyjnych lub innego rodzaju pomiarów satelitarnych GNSS. Zasady wykorzystania systemu dla potrzeb pomiarów geodezyjnych określają zalecenia techniczne geodezyjnych pomiarów satelitarnych GNSS wydane w 2011 roku przez Głównego Geodetę Kraju.
Serwisy systemu ASG-EUPOS pracują zgodnie ze współrzędnymi punktów stacji referencyjnych systemu, czyli w oparciu o współrzędne z układu ETRF2005 (European Terrestrial Reference Frame – Europejski Przestrzenny Układ Odniesienia) na epokę 2008.13, który jest realizacją systemu odniesień przestrzennych ETRS89 (European Terrestrial Reference System – Europejski Ziemski System Odniesienia).

## Zakres działania serwisów
Poszczególne usługi systemu umożliwiają:
- wykonywanie automatycznych obliczeń  obserwacji GPS z pomiarów statycznych w trybie postprocessingu
- udostępnianie poprawek RTK i DGNSS (w tym poprawek sieciowych) w czasie rzeczywistym
- zapis i udostępnianie zbiorów obserwacji satelitarnych GNSS ze stacji referencyjnych

Transmisja danych jest dostępna przez Internet lub GSM (GPRS). Serwisy systemu ASG-EUPOS dostępne są przez całą dobę w trybie 7/365.

## Serwisy systemu
Serwisy systemu ASG-EUPOS:
1. POZGEO – serwis wykonuje automatyczne obliczenia w trybie postprocessingu obserwacji (pomiarów) GPS wykonanych metodą statyczną. Umożliwia wyznaczenie współrzędnych w państwowym systemie odniesień przestrzennych. Zgodnie z zaleceniami technicznymi dopuszcza się wykorzystanie serwisu do wyznaczenia współrzędnych punktów geodezyjnej poziomej osnowy pomiarowej, przy czym współrzędne powinny być obliczone w serwisie POZGEO ze zbiorów obserwacyjnych o długości co najmniej 40 minut;
2. POZGEO D – serwis udostępnia zbiory obserwacji satelitarnych GNSS z wybranych przez użytkownika stacji referencyjnych systemu ASG-EUPOS, a także obserwacje interpolowane dla pozycji określonej przez użytkownika. W serwisie POZGEO D udostępnia się: zbiory obserwacyjne ze stacji znajdujących się na terenie Polski w formacie RINEX, w dowolnych przedziałach czasowych i interwałach rejestracji danych wynoszących 1, 2, 5, 10, 15, 20, 30, 60 sekund, oraz zbiory obserwacyjne obliczone dla dowolnego punktu znajdującego się na terenie Polski, określonego współrzędnymi geodezyjnymi dla dowolnie przyjętych przedziałów czasowych i interwałów rejestracji danych. Wykorzystywać można zbiory obserwacyjne zarejestrowane w serwisie po 1 czerwca 2008;
3. NAWGEO – serwis czasu rzeczywistego, obejmujący udostępnianie poprawek RTK w czasie rzeczywistym pomiaru, umożliwiający wyznaczenie pozycji poziomej z błędem średnim nieprzekraczającym ±0,03 m i wysokości ±0,05 m przy wykorzystaniu odbiornika L1/L2. Pomiary wykonywane w oparciu o ten serwis nie mogą służyć do wyznaczania wysokości elementów naziemnych sieci uzbrojenia terenu;
4. KODGIS – serwis czasu rzeczywistego, obejmujący udostępnianie poprawek DGNSS w czasie rzeczywistym pomiaru, umożliwiający wyznaczenie współrzędnych z błędem średnim nie przekraczającym ±0,25 m przy korzystaniu z odbiorników L1/L2 oraz nieprzekraczającym ±1,5 m przy wykorzystaniu odbiorników L1;
5. NAWGIS – serwis czasu rzeczywistego, obejmujący udostępnianie poprawek DGNSS w czasie rzeczywistym pomiaru, umożliwiający wyznaczenie współrzędnych z błędem średnim nieprzekraczającym ±3,0 m przy wykorzystaniu odbiorników L1.

## Wykorzystanie serwisów w pomiarach
- POZGEO i POZGEO D – usługi wykorzystywane przy pomiarze statycznym, czyli metodą pomiarów satelitarnych GNSS wymagającą postprocessingu, w której co najmniej dwa odbiorniki pozostają bez ruchu przez cały okres pomiaru i rejestrują synchronicznie obserwacje do satelitów;
- NAWGEO – serwis wykorzystywany przy pomiarze RTK (Real Time Kinematic), czyli techniką różnicowych pomiarów satelitarnych polegającą na wyznaczeniu pseudoodległości do satelitów GNSS z pomiarów fazowych, w której współrzędne są na bieżąco korygowane za pomocą poprawek RTK;
- KODGIS, NAWGIS – serwisy wykorzystywane przy pomiarze DGNSS, czyli techniką różnicowych pomiarów satelitarnych opartą na pomiarach kodowych pseudoodległości do satelitów GNSS, w której wyznaczane współrzędne są korygowane za pomocą poprawek DGNSS.

## Zakładane dokładności uzyskiwane za pomocą serwisów
1. POZGEO i POZGEO D – dokładność określenia współrzędnych wynosi od 0,01 do 0,10 m, w zależności od warunków pomiarowych
2. NAWGEO – dokładność wynosi 0,03 m dla współrzędnych poziomych (x, y), oraz  0,05 m dla wysokości (h)
3. KODGIS – dokładność wynosi 0,25 m
4. NAWGIS – dokładność wynosi 3,0 m[4]